# Montagny, Rhône
Montagny är en kommun i departementet Rhône i regionen Auvergne-Rhône-Alpes i östra Frankrike. Kommunen ligger i kantonen Givors som tillhör arrondissementet Lyon. År 2022 hade Montagny 3 212 invånare.

## Befolkningsutveckling
Antalet invånare i kommunen Montagny
| Referens: INSEE |